# Sogdija
Sogdija (staroperzijsko: Suguda-; starogrško: Σογδιανή, Sogdianē; perzijsko: سغد‎ Soġd; tadžiško: Суғд, سغد Suġd; uzbeško: Sugʻd; kitajsko: 粟特, mandarinščina: Sùtè, srednjekitajsko: Suwk-dok) je bila starodavna civilizacija perzijskega ljudstva in satrapija Ahemenidskega cesarstva, osemnajsta na seznamu Behistunskih napisov Dareja Velikega. Reka Oxus (Amu Darja) jo je na jugu ločevala od Baktrije, reka Jaxartes (Sir-Darja) na severu pa od Skitov, vzhodno je mejila na Horezm. Glavno mesto države je bila Marakanda, ki jo običajno povezujejo z današnjim Samarkandom. Ozemlje Sogdije ustreza sodobnim provincah Samarkand in Buhara v današnjem Uzbekistanu in provinci Sughd v današnjem Tadžikistanu.

## Zgodovina
Leta 392 pr. n. št. je po napornem pohodu skozi puščavo Sogdijo osvojil Aleksander Veliki. Reko Amu Darjo je njegova vojska prečila na splavih, si so jih naredili iz šotorov. Po dveh letih bojev je Aleksandru uspelo pokoriti Sogdijce, potem pa se je leta 327 pr. n. št. odpravil v Indijo. Pred odhodom se je poročil z Oksiartovo hčerko Roksano. 
Med bivanjem v Sogdiji je ustanovil mesto Aleksandrijo Ešate, kar pomeni "Najbolj oddaljena Aleksandrija". Aleksandrija je stala na mestu današnjega Khodjenda (bivšega Leninabada) v severnem Tadžikistanu. Mesto je ustanovil kmalu potem, ko je ob reki Jaxartes porušil sedem sogdijskih "mest", med njimi tudi Kiropolis, ki ga je (baje) ustanovil Kir Veliki. Mesta so se ob njegovem prihodu v Sogdijo mirno vdala, potem pa so se uprla in presekala Aleksandrove oskrbovalne poti. Aleksander se je zato znašel v zelo težkem položaju in se je Sogdijcem hitro in brez milosti maščeval. 
Sogdija je igrala pomembno vlogo pri omogočanju trgovine med Kitajsko in Srednjo Azijo vzdolž Svilne ceste. Večina trgovcev ni potovala po celotni Svilni cesti, temveč je trgovsko blago potovalo prek posrednikov s sedežem v oazah oziroma mestih, kot so bili Khotan ali Dunhuang. V Sogdiji so vzpostavili preko 1500 milj dolgo trgovsko mrežo poti od Sogdije do Kitajske že v 1. stoletju pred našim štetjem. Njihov jezik je postal skupni jezik (lingua franca) na Svilni poti in so imeli pomembno vlogo v kulturnih gibanjih, filozofiji in religiji, kot so manihejstvo, zaratustrstvo in budizem. Iz virov, kot so dokumenti Sira Aurela Steina in drugi, je bilo ugotovljeno, da je v 4. stoletju Sogdija monopolizirala trgovino med Indijo in Kitajsko. Poleg tega je v letu 568 turško-sogdijska delegacija odpotovala k rimskemu cesarju v Konstantinopel, da bi pridobila dovoljenja za trgovino in v naslednjih letih je komercialna dejavnost med državami cvetela. Poenostavljeno povedano je Sogdija obvladovala trgovino vzdolž Svilne ceste od 2. stoletja pred našim štetjem do 10. stoletja.
V 10. stoletju je bila Sogdija vključena v Ujgursko cesarstvo, ki je do leta 840 obvladovalo severni del Srednje Azije. Ta kaganate je pridobival iz Kitajske ogromne količine svile v zameno za konje.

## Religija
Sogdija je igral pomembno vlogo v verskem in kulturnem razvoju osrednje Azije. Glavna religija je bil zoroastrizem. To vemo zaradi nekaterih primerov materialnih dokazov. Na primer, odkritje fresk z motivi častilcev v svetišču ognja in kostnici iz Samarkanda, Panjikenta in Er-Kurgana, kjer kaže pokop mrtvih v skladu z zoroastrskim ritualom.
Vendar pa v Sogdiji vlada verski pluralizem vzdolž trgovskih poti. Največja sogdijska besedila so budistična in Sogdijci so bili med glavnimi prevajalci budističnih sutr v kitajščino. Vendar pa se budizem ni ukoreninil v Sogdiji. Poleg tega so v samostanu Bulayiq severno od Turpana našli krščanska besedila in obstajajo številna manihejska besedila iz Qocha.
Muslimanski geografi iz 10. stoletja črpajo iz sogdijskih zapisov, ki segajo do let 750-840. Po koncu Uigurskega cesarstva, je sogdijska trgovina doživela krizo. Iz muslimanske Srednje Azije so prišli Samanidi in trgovina se je nadaljev6ala po severozahodni cesti, ki je vodila do Hazari in Urala in po severovzhodni smeri do bližnjih turških plemen.

## Jezik in kultura
Za 6. stoletje menijo, da je bil vrhunec sogdijske kulture, sodeč po njeni zelo razviti umetniški tradiciji.
Ta regija je imela večplastne povezave z Indijo. Omenjajo pogrebne obrede med plemeni, vedsko tradicijo, kult čaščenja ognja in mitraizem, legendo o Gandharvasu (božanstvo vode) in Ganges. Krajevna imena, kot so Kanka ali Ganga, se pojavljajo tudi v osrednji Aziji. V Sogdiji so častili pet hindujskih bogov: Brahma, Indra, Mahadeva (Šiva), Narayana in Vaishravana, ki so imela sogdijska imena Zravan, Adabad in Veshparkar. Prenosni ognjeni oltarji so povezani z božanstvi Mahadeva-Veshparkar, Brahma-Zravan in Indra-Abdab, kar je vidno na freski iz 8. stoletja v Panjakent.
V Sogdiji so bili zelo strpni do različnih verskih prepričanj. Zoroastrizem je bila prevladujoča religija med Sogdijci, po Islamski osvojitvi je to postopoma postal islam. Na Kitajskem so našli sogdijska verska besedila, datirana v severno dinastijo Sui in Tang. Večinoma so budistični teksti. Obstajajo tudi manihejska in nestorijanska ter le majhno število zoroastrskih besedil. Grobnice sogdijskih trgovcev na Kitajskem, datirane v zadnjo tretjino 6. stoletja, kažejo pretežno zoroastrske motive ali zoroastrsko-manihejski sinkretizem, medtem ko arheološke ostaline iz Sogdije kažejo dokaj iransko in konzervativno zoroastrsko poreklo.
V Sogdiji so govorili sogdijščino, vzhodnoiranski jezik, ki je tesno soroden z baktrijščino, drugim pomembnim jezikom v južnem delu osrednje Azije v starodavnih časih. Sogdijščina se je pisala v različnih pisavah, vse izhajajo iz aramejske abecede.
Tudi v srednjem veku, v dolini Zarafšan okoli Samarkanda, so ohranili sogdijsko ime Samarkand. V Jagnobistanu, v provinci Sughd v Tadžikistanu, še vedno govorijo narečje sogdijščine. V letu 819 n. št. je bil ustanovljen Samanidski imperij v regiji in postopoma je začela prevladovati perzijščina. To so bili predniki sodobnih Tadžikov. Številne besede sogdijščine je mogoče najti v sodobnem tadžiškem jeziku.